# Brocades

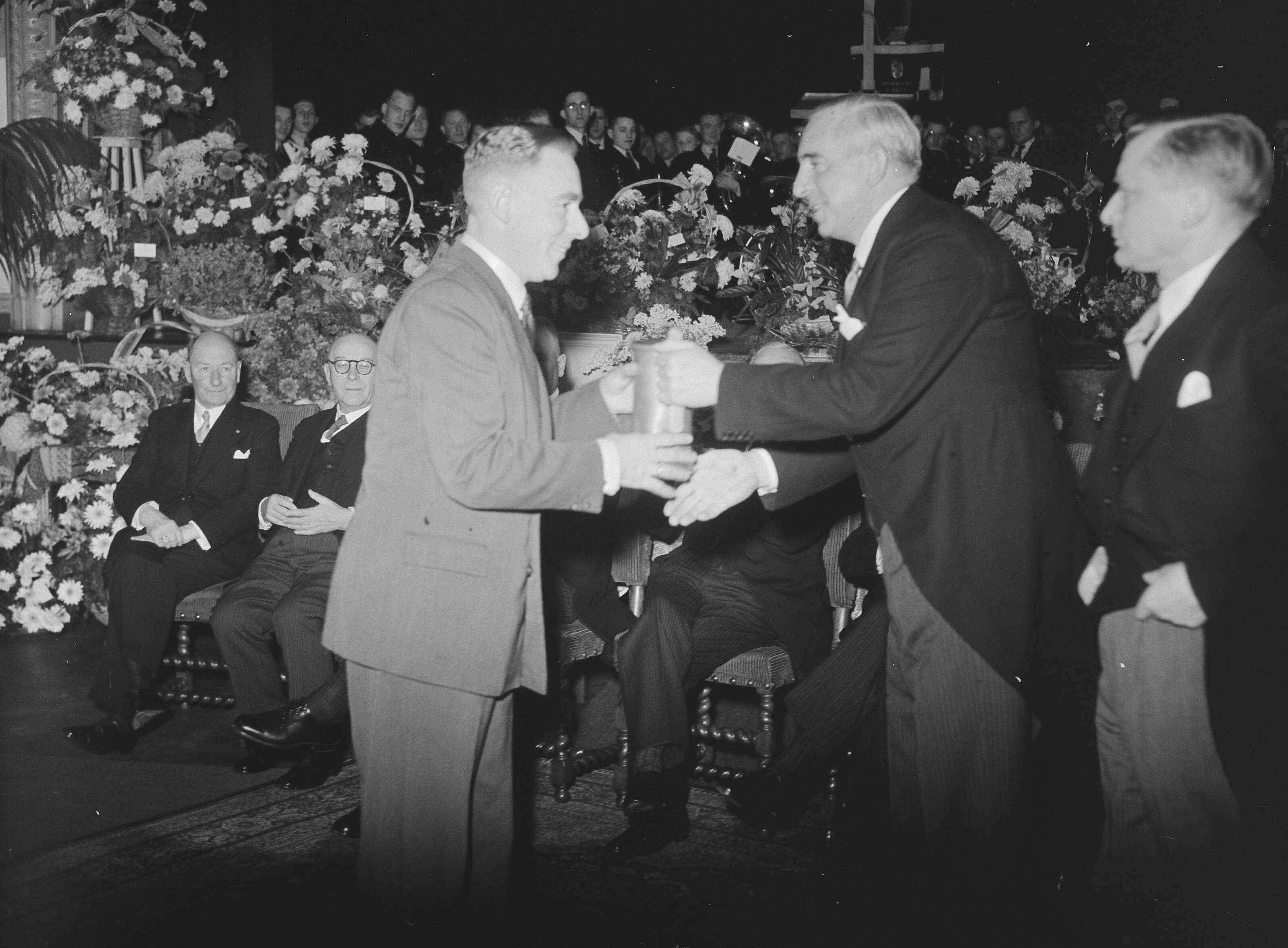
Viering bij het 150-jarig bestaan.

Brocades en Stheeman was een Nederlands farmaceutisch bedrijf.

## Historie
Brocades werd in 1798 opgericht door Willem Brocades in Meppel. Het bedrijf begon als een apotheek aan de Woldstraat, maar deze ging tevens producten en preparaten vervaardigen voor de omliggende apothekers. Toen Willem Brocades in 1849 overleed, had hij geen opvolger. In 1854 werd de apotheek echter overgenomen door Eisso Post Stheeman, die deze geleidelijk aan tot een fabriekje omvormde. In 1876 kwam ook Eisso's zoon Sypko Stheeman in de zaak. Het productassortiment breidde zich snel uit en vanaf 1895 werden tabletten geïntroduceerd, een nog niet eerder gehanteerde toedieningsvorm van medicijnen. De onderneming groeide gestaag uit en verwierf in 1905 het predicaat Koninklijk. Na verhuizing in 1901 binnen Meppel naar een nieuw bedrijfscomplex aan de Stationsweg, werd de onderneming in 1907 omgezet in een naamloze vennootschap, de Koninklijke Pharmaceutische Fabriek v/h Brocades & Stheeman, waarvan de drie gebroeders Sypko, Petrus Johannus en Eisso Stheeman de directeuren waren. 

### Overnames en fusies
Na de Eerste Wereldoorlog werden diverse verwante ondernemingen overgenomen: de fa. K.G.W. de Bosson te Dordrecht en Hartong, Van Ark & Van Son te Schoonhoven. In 1927 fuseerde Brocades met de Koninklijke Pharmaceutische Handelsvereeniging tot de N.V. Koninklijke Pharmaceutische Fabrieken v/h Brocades-Stheeman & Pharmacia. In de jaren dertig onderging deze onderneming een verdere expansie, ook geografisch. In 1933 werd te Soerabaja de NV Brocades & Italie als farmaceutische groothandel opgericht, in 1934 verwierf men de farmaceutische groothandel v/h Schmaltz & Werlich & D. Veen & Co. te Amsterdam.
Na de Tweede Wereldoorlog verhuisde het hoofdkantoor naar Amsterdam, maar de hoofdfabriek bleef in Meppel. In 1954 werd de NV Unicura te Oss overgenomen; de NV Brocachemie te Zaandam voor de vervaardiging van fijne farmaceutische chemicaliën werd eigendom, de productie daarvan verhuisde naar Meppel, in Zaandam kwam een onderzoekslaboratorium. In Nijmegen had men een fabriek voor verbandstoffen en pleisters, in Wolvega onder de naam Orvelte Industrie NV een bedrijf voor damesverband. Verder richtte Brocades in 1946 met de NV Amsterdamsche Chininefabriek de NV Bipharma op, een bundeling van beide buitenlandse agenturen in de vorm van een onafhankelijk geneesmiddelenimportbedrijf.
In 1967 fuseerde het bedrijf met de Delftse Koninklijke Nederlandsche Gist- en Spiritusfabriek tot de Koninklijke Gist-Brocades NV.
In 1969 fuseerde de handelspoot van de Koninklijke Gist-Brocades NV met Amsterdam Chemie Farmacie NV tot Brocacef, dat zich vooral als groothandel in geneesmiddelen profileerde.
De Koninklijke Gist-Brocades NV stootte naderhand haar farmaciedivisie af en verkocht deze aan het Japanse concern Yamanouchi. Het oorspronkelijke Meppelse productiebedrijf kende daarna enkele fabrieksbranden, waardoor de fabriek moest verhuizen. In 1995 werd een nieuwe fabriek op het industrieterrein Noord te Meppel geopend.
Gist-Brocades werd in 1998 ingelijfd door DSM. In 2002 werd het bedrijf uitgebreid met een nieuwe penicillinefabriek.